# Charles Gounod
Charles Gounod (París, 1818 - Saint-Cloud, l'Illa de França, 1893) fou un compositor, director i organista francès. Tot i ser principalment conegut per l'òpera Faust i per un Ave Maria que va ser escrit com a contrapunt per al primer preludi d'El clavecí ben temprat de J. S. Bach, va compondre en pràcticament tots els gèneres de l'època, tant profans com religiosos. Va ser un dels compositors més prolífics i importants de la segona meitat del segle xix.
Nascut a París en el si d'una família artística i musical, Gounod va ser estudiant al Conservatori de París i va guanyar el premi musical més prestigiós de França, el Prix de Rome. Els seus estudis el van portar a Itàlia, Àustria i després a Prússia, on va conèixer Felix Mendelssohn, la defensa del qual de la música de Bach va ser una primera influència sobre ell. Era profundament religiós i, després del seu retorn a París, va considerar breument la possibilitat de convertir-se en sacerdot. Va compondre de manera prolífica, escrivint música religiosa, cançons, música orquestral i òperes.
La carrera de Gounod es va veure interrompuda per la guerra francoprussiana. Es va traslladar a Anglaterra amb la seva família per refugiar-se de l'avanç prussià a París el 1870. Després de restablir la pau el 1871, la seva família va tornar a París però ell es va quedar a Londres, vivint a la casa d'una cantant amateur, Georgina Weldon, que es va convertir en la figura dominant de la seva vida. Després de gairebé tres anys, es va separar d'ella i va tornar amb la seva família a França. La seva absència, juntament amb l'aparició de compositors francesos més joves, va fer que deixés d'estar al capdavant de la vida musical francesa. Tot i que seguia sent una figura respectada, durant els seus últims anys era considerat antiquat, i l'èxit operístic li va ser esquiu. Va morir a la seva casa de Saint-Cloud, prop de París, a l'edat de 75 anys.
Poques de les obres de Gounod es mantenen en el repertori internacional habitual, però la seva influència en compositors francesos posteriors va ser considerable. En la seva música hi ha un fil de sentiment romàntic que es continua en les òperes de Jules Massenet i altres; també hi ha un fil de moderació clàssica i elegància que va influir Gabriel Fauré. Claude Debussy va escriure que Gounod representava la sensibilitat francesa essencial del seu temps.

## Biografia i carrera

### Primers anys
Gounod va néixer el 17 de juny de 1818 al Barri Llatí de París, segon fill de François Louis Gounod (1758–1823) i de Victoire, de soltera Lemachois (1780–1858). François era pintor i professor d'art; Victoire era una pianista talentosa, que havia donat classes en els seus primers anys. El fill gran, Louis Urbain (1807–1850), es va convertir en un arquitecte d'èxit. Poc després del naixement de Charles, François va ser nomenat artista oficial del duc de Berry, membre de la família reial, i la casa dels Gounod en els primers anys de Charles era al Palau de Versalles, on van ser allotjats en un apartament.
Després de la mort de François el 1823, Victoire va mantenir la família tornant a la seva antiga ocupació com a professora de piano. El jove Gounod va assistir a una successió d'escoles a París, acabant al Lycée Saint-Louis. Era un estudiant destacat, excel·lint en llatí i grec. La seva mare, filla d'un magistrat, esperava que Gounod seguís una carrera segura com a advocat, però els seus interessos estaven en les arts: era un pintor talentós i un músic excepcional. Les primeres influències sobre ell, a més de la instrucció musical de la seva mare, van ser les òperes, vistes al Théâtre-Italien⁣: Otello de Rossini i Don Giovanni de Mozart. D'una actuació d'aquest últim el 1835, més tard va recordar: "Vaig estar assegut en un llarg èxtasi des del començament de l'òpera fins al seu final". Més tard, el mateix any, va escoltar interpretacions de les simfonies pastoral i coral de Beethoven, que van afegir "un nou impuls al meu ardor musical".

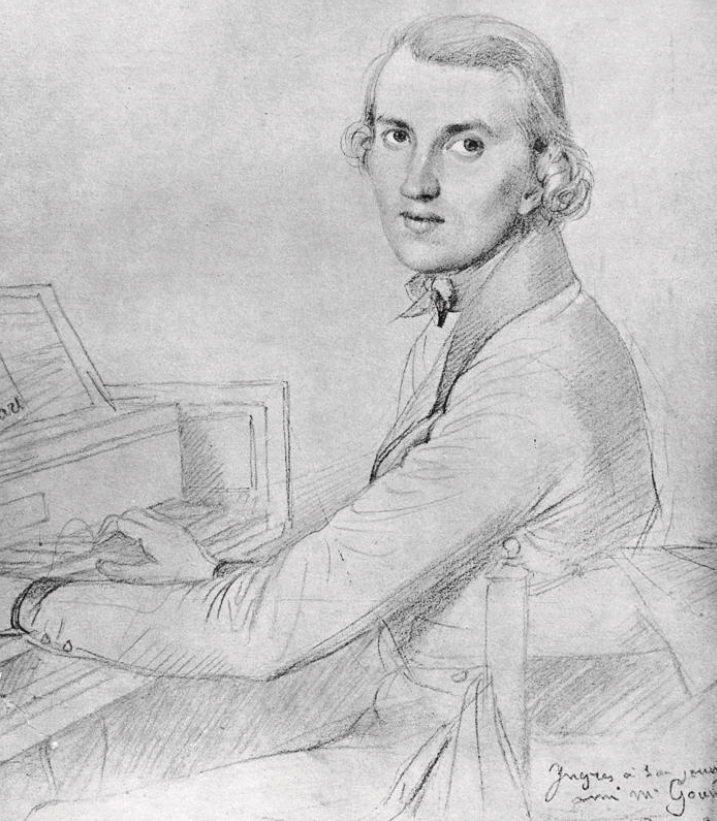
Gounod de 22 anys, de Dominique Ingres

Mentre encara estava a l'escola, Gounod va estudiar música en privat amb Anton Reicha –que havia estat amic de Beethoven i va ser descrit per un contemporani com “el mestre més gran que vivia aleshores” – i el 1836 va ser admès al Conservatori de París. Allà va estudiar composició amb Fromental Halévy, Henri Berton, Jean Lesueur i Ferdinando Paer i piano amb Pierre Zimmerman. Els seus diversos professors només van causar una impressió moderada en el desenvolupament musical de Gounod, però durant el seu temps al Conservatori va trobar Hector Berlioz. Més tard va dir que Berlioz i la seva música es trobaven entre les majors influències emocionals de la seva joventut. El 1838, després de la mort de Lesueur, alguns dels seus antics alumnes van col·laborar per compondre una missa commemorativa; l'⁣Agnus Dei va ser assignat a Gounod. Berlioz en va dir: "L'Agnus, per a tres veus solistes amb cor, de M. Gounod, el més jove dels alumnes de Lesueur, és bonic, molt bonic. Tot el que hi ha és nou i distingit: melodia, modulació, harmonia. En aquesta peça. M. Gounod ha donat la prova que podem esperar-ho tot d'ell".

### Prix de Rome
El 1839, en el seu tercer intent, Gounod va guanyar el premi musical més prestigiós de França, el Prix de Rome de composició, per la seva cantata Fernand. D'aquesta manera, estava superant el seu pare: François havia obtingut el segon premi del Prix de Rome en pintura el 1783. El Premi va comportar al guanyador dos anys d'estudis subvencionats a l'⁣Institut Francès de Roma i un any més a Àustria i Alemanya. Per a Gounod això no només va llançar la seva carrera musical, sinó que li va causar impressions tant espirituals com musicals que li van quedar durant la resta de la seva vida. Segons el musicòleg Timothy Flynn, el Prix, amb el seu temps a Itàlia, Àustria i Alemanya, va ser "sens dubte l'esdeveniment més significatiu de la carrera [de Gounod]". Va tenir la sort que el director de l'institut fos el pintor Dominique Ingres, que havia conegut bé François Gounod i va agafar el fill del seu vell amic sota la seva ala.
Entre els notables artístes que el compositor va conèixer a Roma hi havia la cantant Pauline Viardot i la pianista Fanny Hensel, germana de Felix Mendelssohn. Viardot va ser de gran ajuda per a Gounod en la seva carrera posterior, i gràcies a Hensel va conèixer la música no només del seu germà sinó també de J. S. Bach, la música del qual, durant molt de temps descuidada, Mendelssohn va reviure amb entusiasme. Gounod també va conèixer "diverses obres mestres de la música alemanya que mai havia escoltat abans". Mentre estava a Itàlia, Gounod va llegir el Faust de Goethe i va començar a esbossar música per a un escenari operístic, que va arribar a bon port durant els vint anys següents. Altres músiques que va compondre durant els seus tres anys de beca inclouen algunes de les seves cançons més conegudes, com "Où voulez-vous aller?" (1839), "Le Soir" (1840–1842) i "Venise" (1842), i una coposició de l'Ordinari de la missa, que es va fer a l'església de San Luigi dei Francesi a Roma.
A Roma, Gounod va trobar que els seus forts impulsos religiosos augmentaven sota la influència del predicador dominicà Henri-Dominique Lacordaire i es va inspirar en les pintures de les esglésies de la ciutat. A diferència de Berlioz, que no havia quedat impressionat per les arts visuals de Roma quan va estar a l'Institut deu anys abans, Gounod va quedar meravellat per l'obra de Miquel Àngel. També va conèixer i venerar la música sacra de Palestrina, que va descriure com una traducció musical de l'art de Miquel Àngel. La música d'alguns dels seus contemporanis italians no el va atreure. Va criticar severament les òperes de Donizetti, Bellini i Mercadante, compositors que va descriure com simplement "vinyes retorçades al voltant del gran tronc rossinià, sense la seva vitalitat i majestuositat" i mancats del geni melòdic espontani de Rossini.
Durant l'últim any de la seva beca Prix de Rome, Gounod es va traslladar a Àustria i Alemanya. A l'⁣Òpera de la Cort de Viena va escoltar per primera vegada La flauta màgica, i les seves cartes recullen la seva alegria per viure a la ciutat on havien treballat Mozart i Beethoven. El comte Ferdinand von Stockhammer, un dels principals mecenes de les arts a Viena, va organitzar la representació de la missa de Rèquiem de Gounod. Va ser ben rebuda i el seu èxit va portar a Stockhammer a encarregar una segona missa al compositor.
Des de Viena, Gounod es va traslladar a Prússia. Va renovar el seu coneixement amb Fanny Hensel a Berlín i després va anar a Leipzig per conèixer el seu germà. En la seva primera trobada, Mendelssohn el va saludar: "Així que ets el boig del qual m'ha parlat la meva germana", però va dedicar quatre dies a entretenir el jove i li va donar molt d'ànim. Va organitzar un concert especial de l'⁣Orquestra Gewandhaus de Leipzig perquè el seu convidat pogués escoltar la Simfonia Escocesa, i li va tocar algunes de les obres de Bach a l'orgue de la Thomaskirche. Recíproc, Gounod va interpretar el Dies Irae del seu Rèquiem vienès, i va estar satisfet quan Mendelssohn va dir d'un passatge que era prou bo per ser signat per Luigi Cherubini. Gounod va comentar: "Paraules com aquesta d'un mestre com aquest són un veritable honor i un els porta amb més orgull que molts llaços".

### Reputació en augment

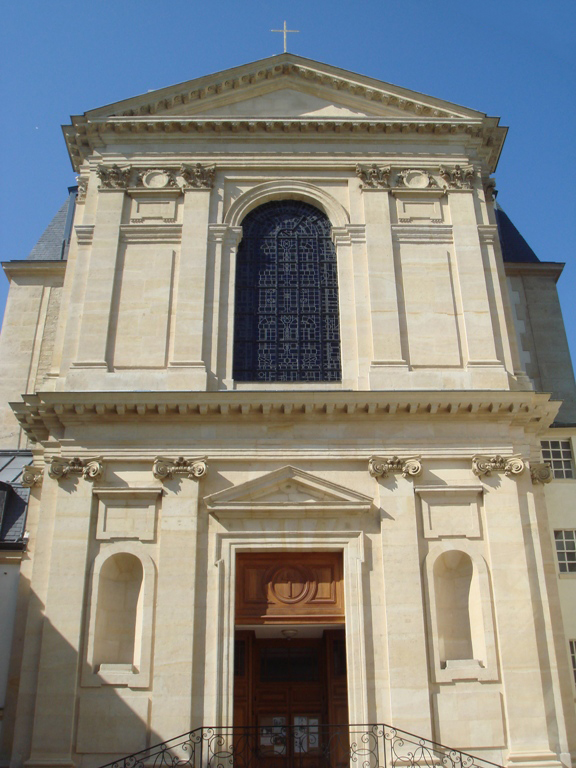
Missions étrangères de París

Gounod va arribar a casa a París el maig de 1843. Va ocupar un càrrec, que la seva mare havia ajudat a assegurar, com a mestre de capella de l'església de les Missions étrangères. Per a un guanyador del Prix de Rome no era una posició distingida. L'orgue de l'església era pobre, i el cor estava format per dos baixos, un tenor i un corista. Per agreujar les dificultats de Gounod, la congregació regular va ser hostil als seus intents de millorar la música de l'església. Va expressar la seva opinió a un company:
| « | Ja és hora que la bandera de l'art litúrgic ocupi el lloc que fins ara ocupava a les nostres esglésies la de la melodia profana. [Hem de] desterrar totes les piruletes romàntiques i pietats sacarines que han arruïnat el nostre gust durant tant de temps. Palestrina i Bach són els Pares musicals de l'Església: la nostra tasca és demostrar-nos fidels fills seus. | » |

Tot i la seva naturalesa generalment afable i complaent, Gounod va romandre inflexible; a poc a poc es va guanyar els seus feligresos i va servir durant la major part del termini de cinc anys al qual s'havia compromès. Durant aquest període els sentiments religiosos de Gounod es van fer cada cop més forts. Es va retrobar amb un amic de la infància, ara sacerdot, Charles Gay, i durant un temps ell mateix es va sentir atret per les ordres sagrades. El 1847 va començar a estudiar teologia i filosofia al seminari de Sant Sulpice, però en poc temps es va afirmar el seu vessant secular. Dubtant de la seva capacitat de celibat, va decidir no buscar l'ordenació i va continuar la seva carrera com a músic. Més tard va recordar:
| « | La Revolució de 1848 acabava de trencar quan vaig deixar el meu càrrec com a director musical de l'Église des Missions étrangères. Ho havia fet durant quatre anys i mig i havia après molt d'aquella experiència, però pel que fa a la meva futura carrera, m'havia deixat estancat sense perspectives. Només hi ha un lloc on un compositor pot fer-se un nom: el teatre. | » |

L'inici de la carrera teatral de Gounod va ser molt ajudat pel seu reencontre amb Pauline Viardot a París el 1849. Viardot, en aquell moment en el cim de la seva fama, va poder obtenir per a ell un encàrrec per a una òpera de longitud completa. En això, Gounod va tenir una sort excepcional: a un compositor novell de la dècada de 1840 se li sol·licitava, com a molt, que escrivís un aixecament de teló en un sol acte. Gounod i el seu llibretista, Emile Augier, van crear Sapho, basant-se en la llegenda grega antiga. Va ser pensat com una sortida dels tres gèneres d'òpera que llavors predominaven a París: l'òpera italiana, la grand opéra i l'opéra-comique. Més tard va passar a ser considerada com la primera d'un nou tipus, l'òpera lyrique, però en aquell moment es va pensar per alguns com un retrocés a les òperes de Gluck, escrites seixanta o setanta anys abans. Després de dificultats amb el censor, que va trobar el text políticament sospitós i massa eròtic, Sapho va ser estrenada a l'⁣Òpera de París a la Salle Le Peletier el 16 d'abril de 1851. Va ser revisada per Berlioz en la seva qualitat de crític musical; va trobar algunes parts "extremadament belles... el nivell poètic més alt del drama", i d'altres "esgarrifosos, insuportables, horrorosos". No va atreure el públic i es va tancar després de nou actuacions. L'òpera va rebre una única representació a la Royal Opera House de Londres més tard el mateix any, amb Viardot de nou en el paper principal. La música va rebre més elogis que el llibret, i els intèrprets van rebre més que els dos, però The Morning Post va dir: "L'òpera, lamentem dir-ho, va ser rebuda molt fredament".

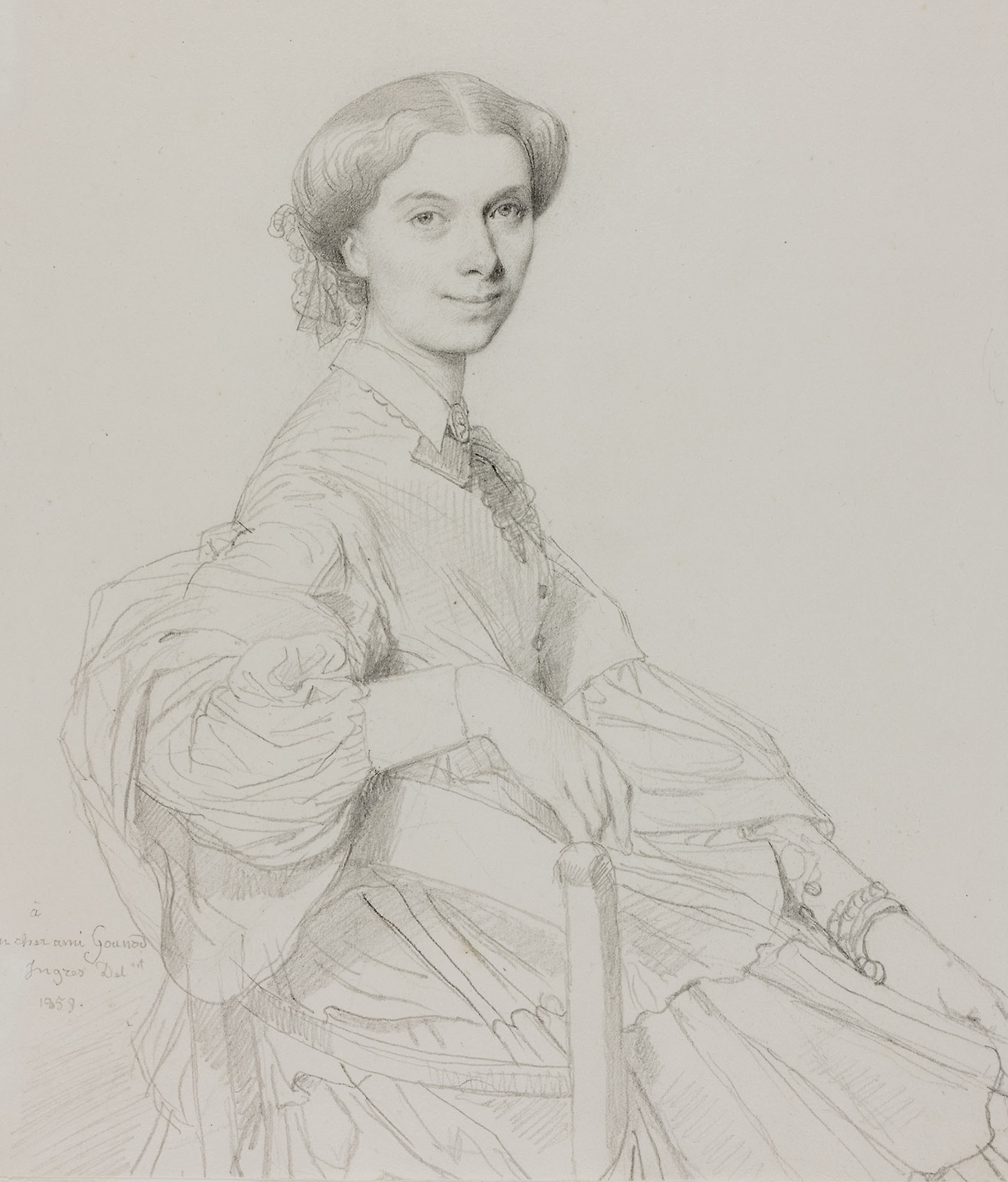
L'esposa de Gounod, Anna, d'Ingres, 1859

El maig de 1852, Gounod es va casar amb Anna Zimmerman (1829-1907), filla del seu antic professor de piano al Conservatori. Aquest matrimoni va portar a una ruptura amb Viardot; els Zimmerman es van negar a tenir res a veure amb ella, per raons que no estan clares. El biògraf de Gounod, Steven Huebner, fa referència a rumors sobre una relació entre la cantant i el compositor, però afegeix que "la veritable història roman confusa". Gounod va ser nomenat superintendent d'instrucció de cant a les escoles comunals de la ciutat de París, i de 1852 a 1860 va ser director d'una destacada societat coral, l'Orphéon de la Ville de Paris. També va substituir amb freqüència el seu sogre vell i sovint malalt, donant classes de música a alumnes particulars. Un d'ells, Georges Bizet, va trobar inspirador l'ensenyament de Gounod, va lloar "el seu càlid i patern interès" i va seguir sent un admirador de tota la vida.
Malgrat la brevetat de la carrera de Sapho, la peça va avançar la reputació de Gounod, i la Comédie-Française li va encarregar que escrivís música incidental per a la tragèdia en versos de cinc actes de François Ponsard Ulysse (1852), basada en l'⁣Odissea. La partitura incloïa dotze cors i interludis orquestrals. No va ser una producció reeixida: l'obra de Ponsard no va tenir una bona acollida i el públic de la Comédie-Française tenia poc interès per la música. Durant la dècada de 1850, Gounod va compondre les seves dues simfonies per a orquestra completa i una de les seves obres religioses més conegudes, la Messe solennelle en l'honneur de Sainte-Cécile. Va ser escrita per a les celebracions del dia de Santa Cecília de 1855 a Saint-Eustache i, segons Flynn, demostra l'èxit de Gounod en "barrejar l'estil operístic amb la música de l'església, una tasca que molts dels seus col·legues van intentar i van fracassar".
A més de la música per a l'església i els concerts, Gounod estava component òperes, començant per La Nonne sanglante (La monja sagnant, 1854), una història de fantasia melodramàtica amb un llibret que Berlioz va intentar, sense èxit, musicar, i que Auber, Meyerbeer, Verdi i altres ho havien rebutjat. Els llibretistes, Eugène Scribe i Germain Delavigne, van reelaborar el text per a Gounod i la peça es va estrenar a l'Òpera el 18 d'octubre de 1854. Els crítics es van burlar del llibret però van elogiar la música i la producció; la feina va anar bé a taquilla fins que va ser víctima de la política musical. El director de l'Òpera, Nestor Roqueplan, va ser suplantat pel seu enemic, François-Louis Crosnier, qui va descriure La Nonne sanglante com "immundícia" i va tancar la producció després de la seva onzena representació.

### Èxits i fracassos operístics
El gener de 1856 Gounod va ser nomenat cavaller de la Legió d'Honor. El juny d'aquell any, ell i la seva dona van tenir el primer dels dos fills, Jean (1856–1935). La seva filla Jeanne (1863–1945) va néixer set anys més tard. El 1858 Gounod va compondre la seva següent òpera, Le Médecin malgré lui. Amb un bon llibret de Jules Barbier i Michel Carré, fidel a la comèdia de Molière en què es basa, va obtenir excel·lents crítiques, però la seva bona acollida va quedar eclipsada per a Gounod per la mort de la seva mare l'endemà de l'estrena. En aquell moment, una primera temporada de 100 representacions es considerava un èxit; Le Médecin malgré lui va aconseguir això i va ser reviscuda a París i altres llocs durant la resta del segle XIX i al XX. El 1893, el britànic Musical Times va elogiar la seva "irresistible alegria". Huebner comenta que l'òpera no mereix la relativa negligència en què ha caigut des de llavors.

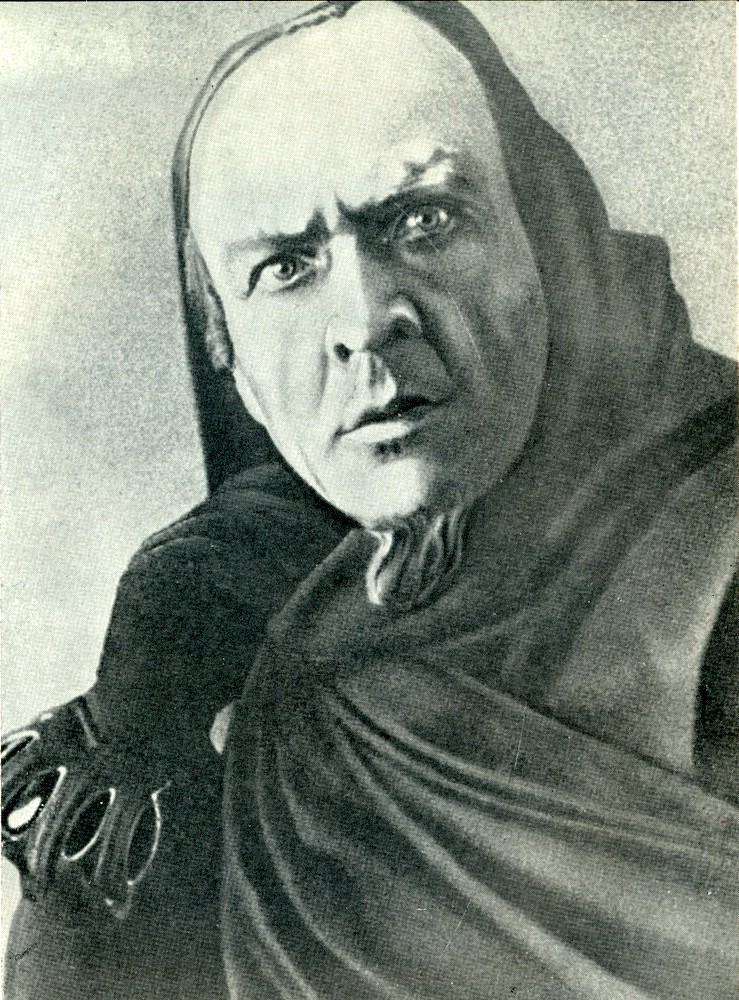
Fiódor Xaliapin com a Méphistophélès

Amb Barbier i Carré, Gounod va passar de la comèdia francesa a la llegenda alemanya amb Faust. Els tres havien treballat en la peça el 1856, però es va haver d'arxivar per evitar enfrontar-se amb un rival (no operístic) Faust en un altre teatre. Tornant-hi el 1858, Gounod va completar la partitura, els assajos van començar cap a finals d'any i l'òpera es va estrenar al Théâtre-Lyrique el març de 1859. Un crític va informar que es va presentar "en circumstàncies d'excitació i expectació poc habituals"; un altre va elogiar l'obra, però va dubtar si tindria prou atractiu popular per ser un triomf comercial. El compositor va recordar més tard que l'òpera "al principi no va impactar gaire el públic", però després d'algunes revisions i amb una bona promoció vigorosa per part de l'editor de Gounod, Antoine de Choudens, es va convertir en un èxit internacional. Hi va haver produccions a Viena el 1861, i a Berlín, Londres i Nova York el 1863. Faust ha continuat sent l'òpera més popular de Gounod i un dels elements bàsics del repertori operístic. A Catalunya es va estrenar al Gran Teatre del Liceu el 17 de febrer de 1864 i des de llavors és la tercera òpera més representada.
Durant els vuit anys següents, Gounod va compondre cinc òperes més, totes amb Barbier o Carré o ambdós. Philémon et Baucis (1860) i La Colombe (La coloma, 1860) van ser òperes còmiques basades en contes de Jean de La Fontaine. El primer va ser un intent d'aprofitar una moda de comèdies lleugerament satíriques amb vestit mitològic iniciat per Jacques Offenbach amb Orphée aux enfers (1858). L'òpera havia estat originalment destinada al teatre de Baden-Baden, però Offenbach i els seus autors la van ampliar per a la seva eventual primera representació, a París al Théâtre Lyrique. La Colombe, també escrita per a Baden-Baden, s'hi va estrenar i més tard ampliada per a la seva primera producció a París (1886).
Després d'aquests dos èxits moderats, Gounod va tenir un fracàs rotund, La Reine de Saba (1862), una grand opéra amb un ambient exòtic. La peça es va muntar amb molt de luxe, i a l'estrena hi van assistir l'emperador Napoleó III i l'emperadriu Eugenia, però les crítiques van ser contundents i la carrera va acabar després de quinze representacions. El compositor, deprimit pel fracàs, va buscar consol en un llarg viatge a Roma amb la seva família. La ciutat el va encantar tant com mai: en paraules de Huebner, "La renovada exposició a l'estreta interconnexió entre el cristianisme i la cultura clàssica de Roma el va revifar per als embats de la seva carrera de tornada a París".

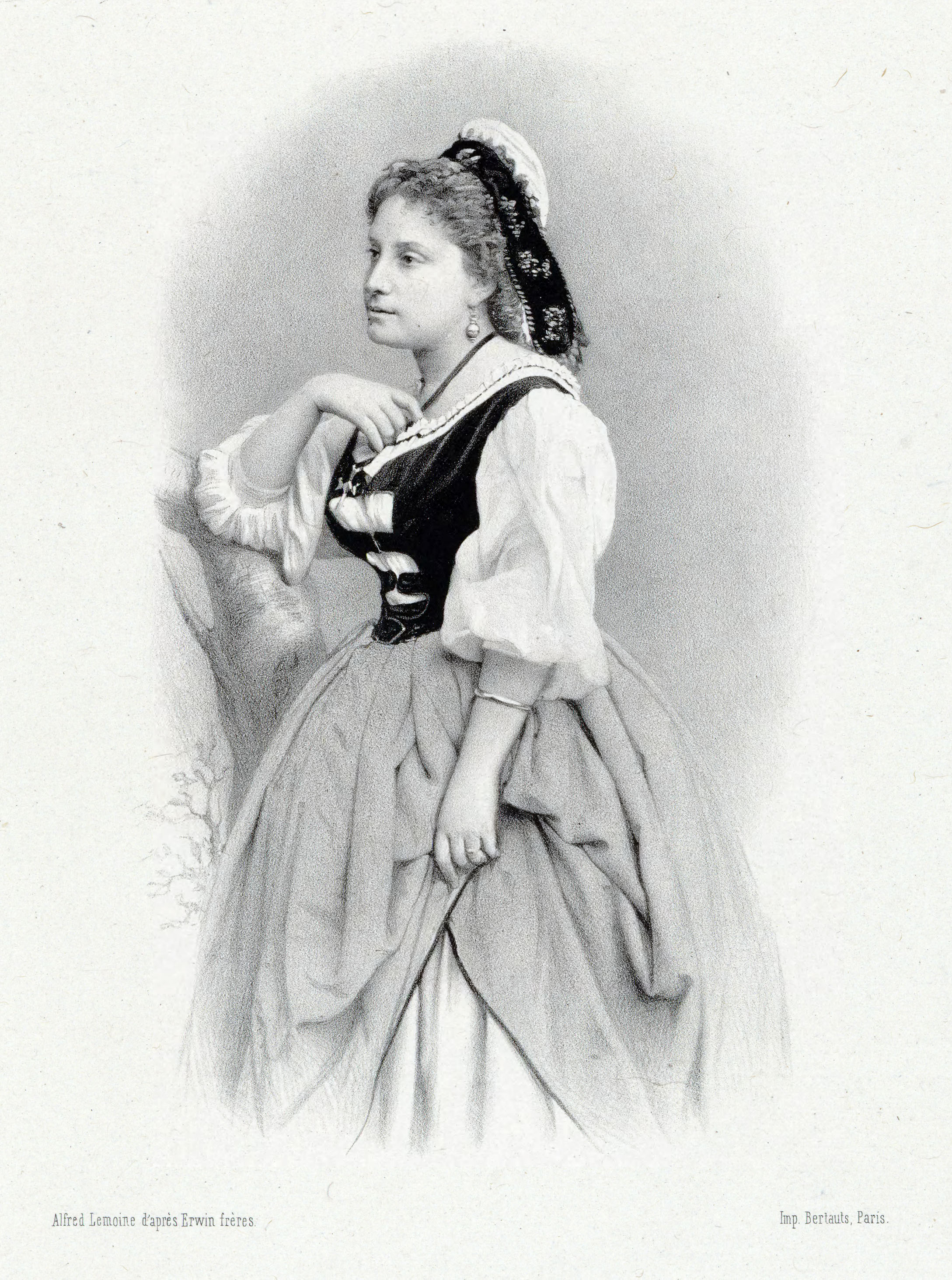
Caroline Carvalho com a Mireille, 1864

La següent òpera de Gounod va ser Mireille (1864), una tragèdia en cinc actes en un entorn camperol provençal. Gounod va viatjar a la Provença per absorbir l'atmosfera local dels diferents escenaris de l'obra i per conèixer l'autor de la història original, Frédéric Mistral. Alguns crítics han vist l'obra com una precursora de l'òpera verista, tot i que posa l'accent en l'elegància per sobre del sensacionalisme. L'òpera no va tenir un gran èxit al principi; hi va haver fortes objeccions d'alguns sectors que Gounod havia donat un estatus tràgic complet a la filla d'un simple granger. Després d'algunes revisions, es va fer popular a França i es va mantenir en el repertori habitual de l'òpera còmica al segle xx.
El 1866 Gounod va ser elegit membre de l'⁣Académie des Beaux-Arts i va ser promogut dins de la Legió d'Honor. Durant la dècada de 1860, les seves obres no operístiques van incloure una missa (1862), un Stabat Mater (1867), vint peces més breus de música litúrgica o religiosa, dues cantates -una religiosa i una secular- i una Marche pontificale per a l'aniversari de la coronació de Pius IX (1869), més tard adoptat com a himne oficial de la Ciutat del Vaticà.
L'última òpera de Gounod de la dècada de 1860 va ser Roméo et Juliette (1867), amb un llibret que segueix l'obra de Shakespeare força de prop. L'obra va ser un èxit des del principi, amb una recaptació en taquilla incrementada per la gran quantitat de visitants a París per l'Exposition Universelle. Al cap d'un any de l'estrena es va posar en escena als principals teatres d'òpera d'Europa continental, Gran Bretanya i Estats Units. A part de Faust, segueix sent l'única òpera de Gounod que es representa amb freqüència a escala internacional.

### Londres
Després de l'esclat de la guerra francoprussiana el 1870, Gounod es va traslladar amb la seva família des de casa seva a Saint-Cloud, als afores de París, primer al camp prop de Dieppe i després a Anglaterra. La casa de Saint-Cloud va ser destrossada pels prussians que avançaven en la preparació del setge de París. Per guanyar-se la vida a Londres, Gounod va escriure música per a un editor britànic; a l'Anglaterra victoriana hi havia una gran demanda de balades de saló religioses i quasi religioses, i ell va estar encantat de proporcionar-les.
Gounod va acceptar una invitació del comitè organitzador de l'⁣Exposició Internacional Anual per escriure una peça coral per a la seva inauguració al Royal Albert Hall l'1 de maig de 1871. Com a resultat de la seva recepció favorable, va ser nomenat director del nou Royal Albert Hall Choral Society, el qual, amb, amb l'aprovació de la reina Victòria, va passar a anomenar-se Royal Choral Society. També va dirigir concerts orquestrals per a la Philharmonic Society i al Crystal Palace, al St James's Hall i altres sales. Els defensors de la música anglesa es queixaven que Gounod descuidava els compositors nadius en els seus concerts, però la seva pròpia música era popular i àmpliament elogiada. El crític musical de The Times, J. W. Davison, rarament satisfet per la música moderna, no era un admirador, però Henry Chorley de The Athenaeum n'era un partidari entusiasta, i escriptors a The Musical World, The Standard, The Pall Mall Gazette i The Morning Post van dir que Gounod era un gran compositor.

Retrat de Georgina Weldon

El febrer de 1871, Julius Benedict, el director de la Societat Filharmònica, va presentar Gounod a una cantant i professora de música, Georgina Weldon. Ràpidament es va convertir en una influència dominant en la vida professional i personal de Gounod. Hi havia moltes conjectures poc concloents sobre la naturalesa de la seva relació. Un cop restaurada la pau a França el 1871, Anna Gounod va tornar a casa amb la seva mare i els seus fills, però Gounod es va quedar a Londres, vivint a la casa dels Weldon. Weldon el va introduir en pràctiques comercials competitives amb els editors, negociant drets d'autor substancials, però finalment va empènyer aquests assumptes massa lluny i el va implicar en un litigi presentat pel seu editor, que el compositor va perdre.
Gounod va viure a la casa dels Weldon durant gairebé tres anys. Els diaris francesos especulaven sobre els seus motius per romandre a Londres; van especular més quan es va suggerir que havia declinat la invitació del president francès per tornar i succeir a Auber com a director del Conservatori. A principis de 1874 les seves relacions amb Davison de The Times, mai cordials, van baixar a l'hostilitat personal. Les pressions que va rebre a Anglaterra i els comentaris sobre ell a França van portar Gounod a un estat de col·lapse nerviós, i el maig de 1874 el seu amic Gaston de Beaucourt va anar a Londres i el va portar de tornada a casa, a París. Weldon es va enfuriar quan va descobrir que Gounod se n'havia anat, i li va posar molts obstacles més endavant, incloent-hi retenir els manuscrits que havia deixat a casa seva i publicar un relat tendenciós i justificant de la seva associació. Més tard va interposar una demanda contra ell que, de fet, va impedir que tornés a la Gran Bretanya després de maig de 1885.

### Anys posteriors

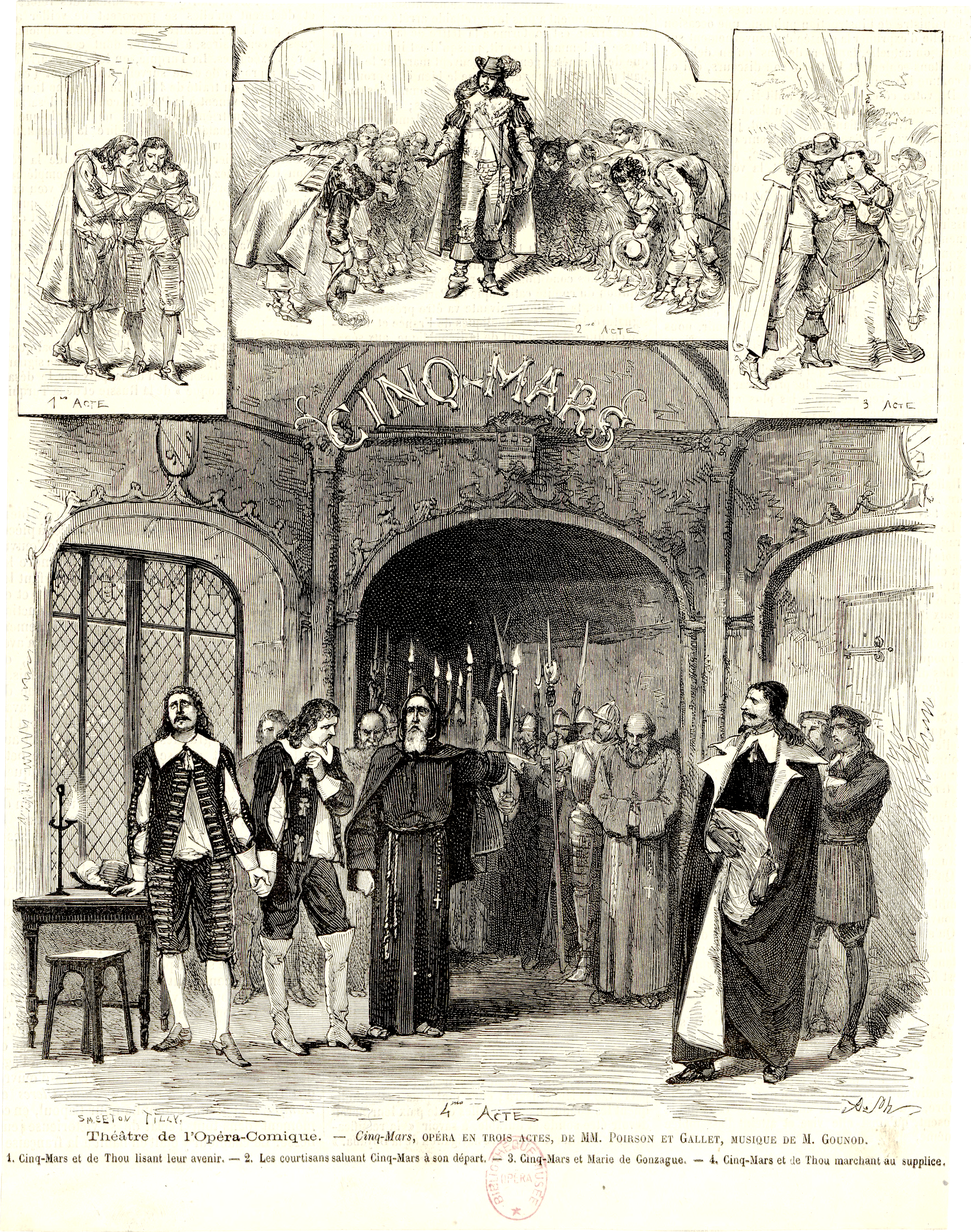
Cinq-Mars, 1877

L'escena musical a França havia canviat considerablement durant l'absència de Gounod. Després de la mort de Berlioz el 1869, Gounod havia estat considerat com el principal compositor francès. Va tornar a una França en la qual, tot i que encara era molt respectat, ja no estava a l'avantguarda de la música francesa. Una generació en ascens, incloent-hi membres de la nova Société Nationale de Musique com Bizet, Emmanuel Chabrier, Gabriel Fauré i Jules Massenet, s'estava establint. No estava ressentit i es mostrava ben disposat envers els compositors més joves, fins i tot quan no gaudia de les seves obres. De la generació posterior, va quedar més impressionat per Camille Saint-Saëns, disset anys més jove que ell, a qui es diu que va batejar "el Beethoven francès".
Reprenent la composició operística, Gounod va acabar Polyeucte, en el qual havia estat treballant a Londres, i durant 1876 va compondre Cinq-Mars, un drama històric en quatre actes ambientat en temps del cardenal Richelieu. Aquest últim es va posar en escena per primera vegada a l'⁣Opéra-Comique l'abril de 1877 i va tenir una sèrie mediocre de 56 representacions. Polyeucte, un tema religiós proper al cor del compositor, va tenir menys èxit quan es va presentar a l'Opéra l'any següent. En paraules del biògraf de Gounod, James Harding, "Després que Polyeucte hagués estat martiritzat en vint-i-nou ocasions, la taquilla va decidir que no n'hi havia prou. Mai va ser ressuscitat".
L'última de les òperes de Gounod, Le Tribut de Zamora (1881), va durar 34 nits, i el 1884 va fer una revisió de Sapho, que va durar 30 representacions a l'Opéra. Va reescriure el paper de Glycère, la vilana enganyosa de l'obra, amb la imatge de Weldon en ment: "Somniava amb el model ... que era aterridor en la seva lletjor satànica". Al llarg d'aquestes decepcions Faust va continuar atraient el públic, i el novembre de 1888 Gounod va dirigir la representació número 500 a l'Opéra.

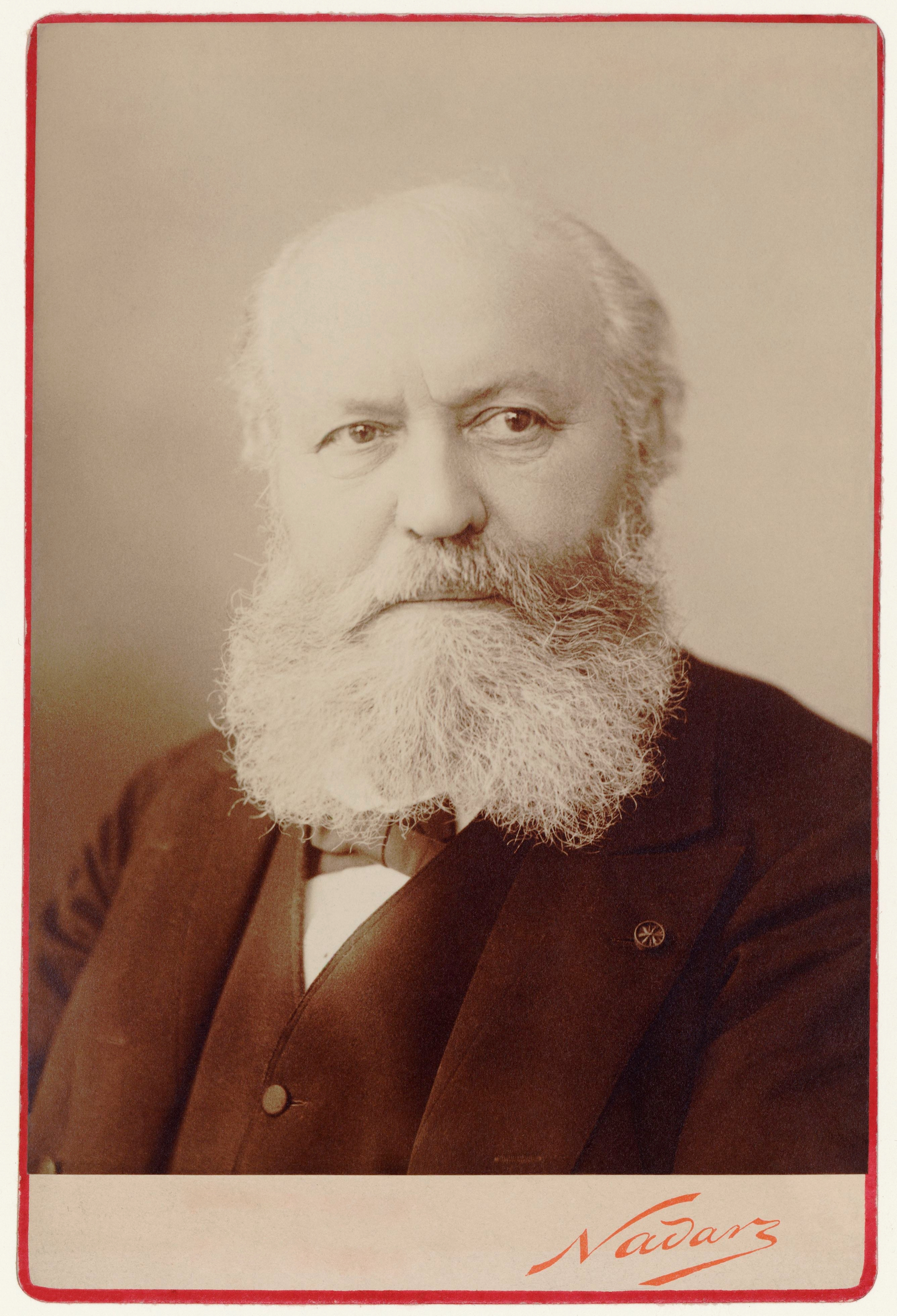
Gounod a la vellesa per Nadar, 1890

Lluny de l'òpera, Gounod va escriure la gran Messe du Sacré-Coeur de Jésus el 1876 i deu misses més entre llavors i 1893. Els seus majors èxits populars en la seva carrera posterior van ser obres religioses, els dos grans oratoris La Rédemption (1882) i Mors et vita (1885), totes dues compostes i estrenades al Birmingham Triennial Music Festival d'Anglaterra. Totes dues van ser agafades amb entusiasme pel públic britànic i del continent, i en el seu dia van ser àmpliament classificats amb els oratoris de Händel i Mendelssohn. La Societat Filharmònica de Londres va intentar, sense èxit, encarregar una simfonia al compositor el 1885 (l'encàrrec finalment va ser a Saint-Saëns); Fragments d'una tercera simfonia existeixen dels últims anys de la carrera de Gounod, però es creu que daten de pocs anys més tard.
Els últims anys de Gounod es van viure a Saint-Cloud, on va compondre música sacra i va escriure les seves memòries i assaigs. El 15 d'octubre de 1893, després de tornar a casa després de tocar l'orgue per a la Missa a la seva església local, va patir un ictus mentre treballava en una composició del Rèquiem en memòria del seu net Maurice, que havia mort a la infància. Després d'estar en coma durant tres dies, Gounod va morir el 18 d'octubre, a l'edat de 75 anys.
Un funeral d'estat es va celebrar a L'église de la Madeleine, París, el 27 d'octubre de 1893. Entre els portadors hi havia Ambroise Thomas, Victorien Sardou i el futur president francès Raymond Poincaré. Fauré va dirigir la música, que segons el desig de Gounod era totalment vocal, sense acompanyament d'orgue ni d'orquestra. Després de l'ofici, les despulles de Gounod van ser portades en processó al Cimetière d'Auteuil, prop de Saint-Cloud, on van ser enterrades a la volta familiar.

## L'obra operística

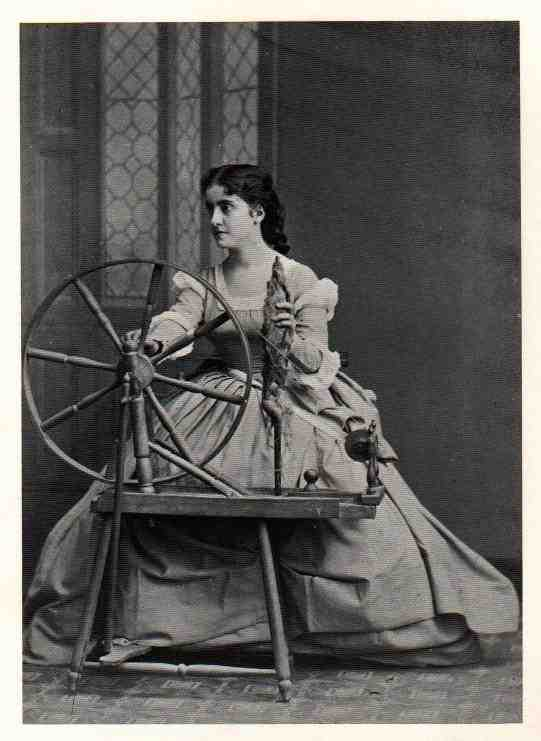
La soprano madrilenya Adelina Patti caracteritzada de Margarida, en Faust de Gounod

Faust és l'òpera més cèlebre i representada de Gounod. Al contrari del que indica el títol, el personatge central és Marguerite. En aquesta obra, tot i respectar les convencions de la grand opéra francesa (grans escenes de conjunt, cors multitudinaris, ballet…) Gounod trenca amb certs dels seus convencionalismes. Per exemple relaxa l'estructura de peces tancades, dotant als recitatius d'una gran entitat musical, i s'apropa a una línia musical continua, fet pel que va ser acusat de massa "alemany". També la seua orquestració és més rica del que ho acostumaven a fer els seus col·legues. Va ser estrenada al Teatre Líric de París, el 19 de març de 1859
Roméo et Juliette també gaudeix de popularitat entre el públic d'òpera. Va ser estrenada el 27 d'abril de 1867, al Teatre Líric de París.
Mireille està basada en l'obra homònima de l'escriptor occità Frederic Mistral, Mirèio. En aquesta obra el paisatge de la Provença impregna l'acció, de manera que pot ser considerat com un personatge més. Es va estrenar al Teatre Líric de París el 19 de març de 1864.

## Obres
A banda de les obres que s'inclouen en aquesta llista va compondre un gran nombre de motets i cançons.
Òperes
- Sapho (1851)
- La nonne sanglante (1854)
- Le Médecin malgré lui (1858)
- Faust (1859)
- Philémon et Baucis (1860)
- La Colombe (1860)
- La Reine de Saba (1862)
- Mireille (1864)
- Roméo et Juliette (1867)
- Cinq-Mars (1877)
- Polyeucte (1878)
- Le tribut de Zamora (1881)

Oratoris
- Tobie. (1854)
- Gallia. (1871)
- Jésus sur le lac de Tibériade (1873)
- La rédemption, trilogy (1882)
- Christus factus est (1842)
- Mors et vita, trilogy (1884)

Ballet
- Faust (1868)
- Roméo et Juliette (1888)
- Souvenir d'un bal, air. For vln. and pno. (1896)

Teatre
- "Peces dramàtiques" (1841)
- "Fragments del Romeo e Giulietta (1842)
- "Sextet de Le cantatrici villane" (1842)
- Ulysse, tragedia de M. Ponsard (1851)
- Le bourgeois gentilhomme,de Lulli (1856)
- Les deux reines, drama d'Ernest Legouvé (1865)
- Jeanne d'Arc, drama de Jules Barbier (1873)
- Georges Dandin, comèdia de Molière (1873)
- Les drames sacrés, d'Armand Sylvestre i Eugène Morand (1892)

Misses
- "Mass" (1839)
- "Mass" (1840)
- "Requiem mass" (1842)
- "Mass" (1843)
- A son ami Gabriel de Vendeuvre (1846)
- A l'association des sociétés chorales de Paris et du departement de la Seine (1846)
- "Mass." (1853)
- Missa solemne de Santa Cecília (Messe solennelle de sainte Cécile) ("A la mémoire de J. Zimmermann, mon père") (1855, revisada 1864)
- Messe brève en ut majeur (1872)
- Messe brève pour les morts (1873)
- Messe du Sacré-Cœur de Jésus (1876)
- Messe No. 3 (1882)
- Messe funèbre à quatre voix (1883)
- A la mémoire de Jeanne d'Arc (1887)
- Quatrième messe solennelle (1888)
- Aux cathédrales (1890)
- Messe brève No. 7 (1890)
- Messe dite de Clovis (1890)
- Messe de Saint-Jean (1890)
- Rèquiem (1893)

Instrumental
- "Fugues" (1837–39)
- "Scherzo" (1837)
- "Marche militaire suisse" (1840–41)
- "Quintette" (1840–41)
- "Plusieurs petits morceaux" (1840–41)
- "Canon" (1843)
- "Instrumental piece" (1843)
- "Méditation." Per a vln., pno., i org. (1852)
- "Valse" (1854)
- La jeune religieuse, by Schubert. Per a piano, violin, violoncello ad lib, i Debain harmonicordi (1856)
- "Quintette de Cosi fan tutte," de Mozart. Per vln., vlc., org., i pno. (1856)
- Symphonie No. 1. (1855)
- Symphonie No. 2. (1855)
- "Communion." Orgue (1858)
- "Overture from the opera Le medecin malgré lui." Piano (1858)
- L'angelus, menuet. Piano 4 mans (1858)
- "Valse caractéristique." Piano (1860)
- "Meditation on Faust. pno., vln., vlc., org. (1862)
- La pervenche, romance (1861)
- Le ruisseau, romance (1861)
- Musette: Les pifferari, impromptu. Piano (1861)
- Royal-Menuet. Piano (1863)
- "Rêverie arabe" from La Reine de Saba. pno. or org., vln., and vlc. (1863)
- "Serenade." pno., vln., and vlc. (1863)
- Le bal d'enfants. Piano (1864)
- "Le berger de la crau" from Mireille. Piano (1864)
- "Choeur des magnanarelles" from Mireille (1864)
- "Valse-ariette" de Mireille (1864)
- "Heureux petit berger" de Mireille. pno. (1864)
- Hymne a Sainte-Cécile. vln., org., pno. (1864)
- Georgina. pno. (1864)
- "6 melodies." pno. (1864)
- "8 melodies." pno. (1864)
- Aubade; Chant d'automne; Le lever, O ma belle rebelle; Le premier jour de mai; Venise. Piano (1864)
- "Marche nuptiale" (1864)
- Le Soir, romance (1864)
- Le Calme, romance (1864)
- Chant des compagnons, Orquestra (1865)
- Valse des fiancés: Souvenances, nocturne. Piano (1865)
- La chanson du printemps, romance (1866)
- Marche pontificale (1869)
- "Variety of chorales by J. S. Bach." Orgue (1869–70)
- La melodia, romanza. Orgue (1871)
- Ivy: Le lierre, Piano (1871)
- Saltarello. Orquestra (1871)
- "Marche romaine" (1872)
- Dodelinette. lullaby. Piano (1873)
- Marche funèbre d'une marionnette Piano (1873).
- Maid of Athens. Piano (1873)
- Peacefully slumber, lullaby. Vln. i pno. (1873)
- Offertorium. Orgue (1873)
- La veneziana. Piano (1873)
- La fête de Jupiter, march. Piano (1877–85)
- Sarabande de Cinq-Mars. For pno. (1877–85)
- Cinq-Mars, march. Orgue i clavecí (1877–85)
- "Invocation; Prélude." Piano (1877–85)
- "Pastorale; Sérénade." Piano (1877–85)
- "Marche-fanfare." Piano (1877–85)
- "Marche religieuse." Orquestra (1877–85)
- "Grand waltz" (1877–85)
- "Meditation." Piano (1877–85)
- "Overture from Cinq-Mars" Piano 4 mans (1877–85)
- "Saltarelle; Marche religieuse." Piano (1877–85)
- Cinq-Mars, fantasy. Pno. and vln. (1877–85)
- "Marche solennelle." Piano (1877–85)
- "3 small and easy pieces."Piano 4 mans (1879)
- "Valse caractéristique." Piano (1881)
- "Wedding march No. 1." Piano (1881)
- "Wedding march No. 2." Piano. (1882)
- "Petite etude-scherzo." 2 cb. (1877–85)
- "Meditation on the song The arrow and the song." Pno., vln. or tpt., vlc., i org. (1877–85)
- Le rendez-vous, valses. Piano i orquestra (1877–85)
- Passacaille, serenata de Jacques Bosch. Gtr. and vln. ad lib (1877–85)
- Fantaisie sur l'hymne national russe. Pedal piano i orquestra (1886)
- Suite concertante. Pedal piano i orquestra (1888)
- "Petite symphonie." fl., 2 ob., 2 cl., 2 tr., i 2 fg. (1888)
- Concerto in E-flat major. Pedal piano i orquestra (1889)
- Tempo di marcia (1893) [Incompleta]
- "Preludis i fugues preparatòris per al Clavecí ben temprat de Bach". (publicat el 1895)
- "Quartet." 2 vln., vla., i vlc. (publicat el 1895)
- "Scherzo." Piano (publicat el 1896)
- Album pel pianoforte. (publicat el 1906)
- "6 pieces." Piano. (publicats el 1907)
- "6 quartets de corda." (publicats el 1993)

## Per descobrir Gounod
- Faust per Richard Leech, Cheryl Studer, José van Dam, Thomas Hampson i el Capitole de Toulouse, dirigits per Michel Plasson
- Faust, dirigit per Henri Büsser, amb Mireille Berthon (Marguerite), César Vezzani (Faust), i Marcel Journet (Méphistophélès), versió de 1931 Arxivat 2005-10-23 a Wayback Machine.

### Cartes
- G. Weldon: Mon orphelinat et Gounod en Angleterre: lettres de M. Gounod et autres documents originaux (London, 1876)

- ‘Lettres de 1870–71’, Revue de Paris, iii/1 (1896), 571; repr. with Mémoires d'un artiste (Paris, 1896), letters 8–17
- [Gounod–Bizet correspondence]: Revue de Paris, vi (1899), 677–703
- V. Glachant: ‘Deux Lettres de Charles Gounod’, RHCM, vi (1906), 139–41
- ‘Lettres à Madame Augé de Lassus', RHCM, vii (1907), 312–16
- ‘Quelques lettres de Charles Gounod’, Revue hebdomadaire (26 Dec 1908), 451–69; (2 Jan 1909), 23–42
- ‘Lettres de la jeunesse de Charles Gounod: Rome et Vienne 1840–1843’, Revue bleue, xlviii/2 (1910), 833; xlix/1 (1911), 8
- A. Pougin: ‘Gounod écrivain, iii: Gounod épistolaire’, RMI, xix (1912), 239–85, 637–95; xx (1913), 453–86, 792–820
- J.G. Prod'homme: ‘Miscellaneous Letters by Charles Gounod’, MQ, iv (1918), 630–53
- ‘Six lettres inédites', Revue politique et littéraire, lvii (1919), 347–50
- J. Tiersot: ‘Gounod's Letters', MQ, v (1919), 40–61
- ‘Lettres de Gounod au Baron de Vendeuvre’, ReM, xvi (1935), 110–15
- M. Pincherle, ed.: Musiciens peints par euxmêmes: lettres de compositeurs écrites en français (Paris, 1939), 138–9
- E. de Bertier de Sauvigny, ed.: Quelques photographies et lettres inédites de Gounod, Massenet et SaintSaëns (La Jourdane, 1980)

### Biografies i estudis crítics
- J. J. Debillemont: ‘Charles Gounod’, Nouvelle revue de Paris, ii/4 (1864), 559
- G. Weldon: Hints for Pronunciation in Singing, with Proposals for a Self Supporting Academy (London, 1872, 3/1882)
- C. Dancla: Les compositeurs chefs d'orchestre: réponse à M. Charles Gounod (Paris, 1873)
- G. Weldon: The Quarrel of the Royal Albert Hall Company with M. Charles Gounod (Windsor, 1873)
- G. Weldon: La destruction du ‘Polyeucte’ de Charles Gounod: mémoire justicatif (Paris, 1875; Eng. trans., ?1875)
- G. Weldon: Mon orphelinat et Gounod en Angleterre, ii: Les affaires (London, 1875), i: L'amitié (London, 1882); Eng. trans. as My Orphanage and Gounod in England, i: Friendship, ii: Business (London, 1882)
- G. Weldon: Musical Reform: Gounod's Concerts and other Articles of the Musical Trade (London, 1875)
- L. Ehlert: ‘Gounod contra Wagner’, Aus der Tonwelt: Essays (Berlin, 1877, 2/1882), 145–53; Eng. trans. (New York, 1885/R)
- A. Lasalle: Mémorial du ThéâtreLyrique (Paris, 1877)
- G. Weldon: The History of my Orphanage, or The Outpourings of an Alleged Lunatic (London,1878)
- S. Hensel: Die Familie Mendelssohn (1729–1847): nach Briefen und Tagebüchern, ii (Berlin, 1879, abridged 19/1959 by K.A.H. Freiburg; Eng. trans. of 2nd edn, 1881/R)
- H. Blaze de Bury: Musiciens du passé, du presént et de l'avenir (Paris, 1880)
- A. Pougin: ‘Las ascendants de Charles Gounod’, Revue libérale, iii/8 (1884); repr. in Gazette de France (12 July 1884)
- A. H. Ehrlich: ‘Charles Gounod’, Nord und Süd, xxxiv (1885), 399ff; repr. in Aus allen Tonarten: Studien über Musik (Berlin,1888), 144–74
- E. A. Spoll: Madame Carvalho: notes et souvenirs (Paris, 1885)
- M. A. de Bovet: Charles Gounod (Paris, 1890; Eng. trans., 1891)
- L. Pagnerre: Charles Gounod: sa vie et ses oeuvres (Paris, 1890)
- A. Soubies and C. Malherbe: Histoire de l'OpéraComique, la seconde Salle Favart, ii: 1860–1887 (Paris, 1893/R)
- A. Pougin: ‘Charles Gounod’, Le ménestrel, lix (1893), 337–40
- H. Delaborde: Notice sur la vie et les oeuvres de M. Charles Gounod (Paris, 1894) [read at the Institut, 3 Nov 1894]
- T. Dubois: Notice sur Charles Gounod (Paris, 1894) [read at the Institut, 24 Nov 1894]
- A. Hervey: Masters of French Music (London, 1894/R)
- A. Jullien: ‘A propos la mort de Charles Gounod’, RMI, i (1894), 60–67; repr. in A. Jullien: Musique: mélanges d'histoire et de critique
- musicales et dramatiques (Paris, 1896)
- P. Voss: Charles Gounod: ein Lebensbild (Leipzig, 1895)
- E. Hanslick: ‘Charles Gounod’, Die moderne Oper, vii: Fünf Jahre Musik (1891–1895) (Berlin, 1896/R, 3/1911), 361–71
- A. Dandelot: La Société des concerts du Conservatoire (Paris, 1898, many later edns, enlarged 1923 as La Société des concerts du Conservatoire (1828–1923))
- A. Soubies: Histoire du ThéâtreLyrique 1851–1870 (Paris, 1899)
- C. SaintSaëns: Portraits et souvenirs (Paris, 1900, 2/1909), 47–135
- P. and L. Hillemacher: Charles Gounod (Paris, 1905)
- C. Debussy: ‘A propos de Charles Gounod’, Musica, no.46 (1906); repr. in Monsieur Croche et autres écrits, ed. François Lesure (Paris, 1971, 2/1987; Eng. trans., ed. R. Langham Smith 1977/R), 192–4
- G. Bizet: Lettres: impressions de Rome (1857–1860); la Commune (1871) (Paris, 1908)
- G. Clouzut: ‘Pierre Dupont et Charles Gounod’, Pages modernes (Oct 1909)
- C. Bellaigue: Gounod (Paris, 1910, 3/1919)
- J.G. Prod'homme: ‘Une famille d'artistes: les Gounod’, RHCM, x (1910)
- J.G. Prod'homme and A. Dandelot: Gounod (1818–1893): sa vie et ses oeuvres d'après des documents inédits (Paris, 1911/R)
- R. Northcott: Gounod's Operas in London (London, 1918)
- M. Tenéo: ‘Le centenaire de Charles Gounod’, Grande revue, xcvi (1918), 589–607
- J. Tiersot: ‘Charles Gounod: a Centennial Tribute’, MQ, iv (1918), 409–39
- M. Cooper: ‘Charles Gounod and his Influence on French Music’, ML, xxi (1940), 50–59
- P. Landormy: Gounod (Paris, 1942)
- T. MarixSpire: ‘Gounod and his First Interpreter, Pauline Viardot’, MQ, xxxi (1945), 193–211, 299–317
- N. Boyer: Trois musiciens français: Gounod, Massenet, Debussy (Paris, 1946)
- R. Brancour: ‘Gounod’, RMI, xlviii (1946), 361–79
- H.A. Parys: Charles Gounod (Brussels, 1946)
- G. Samazeuilh: ‘Charles Gounod’, Musiciens de mon temps: chroniques et souvenirs (Paris, 1947), 28
- P. Dukas: ‘Gounod’, Les écrits de Paul Dukas sur la musique (Paris, 1948)
- N. Demuth: Introduction to the Music of Gounod (London, 1950)
- M. Curtiss: ‘Gounod before Faust’, MQ, xxxviii (1952), 48–67
- H. Busser: ‘Mon maître Charles Gounod’, Revue des deux mondes, 8th period, xvii (1955), 36–42
- R.W. Clark: The Royal Albert Hall (London, 1958)
- M. Curtiss: Bizet and his World (New York, 1958/R)
- E. Grierson: Storm Bird: the Strange Life of Georgina Weldon (London, 1959)
- R. Hannas: ‘Gounod and Alfred William Phillips', MQ, xlv (1959), 508–14
- H. Busser: Charles Gounod (Lyons, 1961)
- H. Busser: ‘Gounod à la Villa Médicis', Revue des deux mondes, 8th period (1961), 290
- J. and J. de Lassus Saint Geniès: Gounod et son temps (FontenayleComte, 1965)
- L. Davies: César Franck and his Circle (London, 1970/R)
- J. Harding: Gounod (London, 1973)
- Charles Gounod: au delà de Faust (SaintCloud, 1987) [collection of essays]
- Hommage à Charles Gounod, Musée municipal, 14 Oct – 28 Nov 1993 (SaintCloud, 1993) [exhibition catalogue]